# Dalmacia (provincia romana)
La provincia romana de Dalmacia (en latín, Dalmatia) fue una provincia de la Antigua Roma. Su nombre probablemente derive del nombre de una tribu ilírica llamados los dalmatae (dálmatas) que vivieron en la zona de la costa adriática oriental en el primer milenio a. C.

## Historia

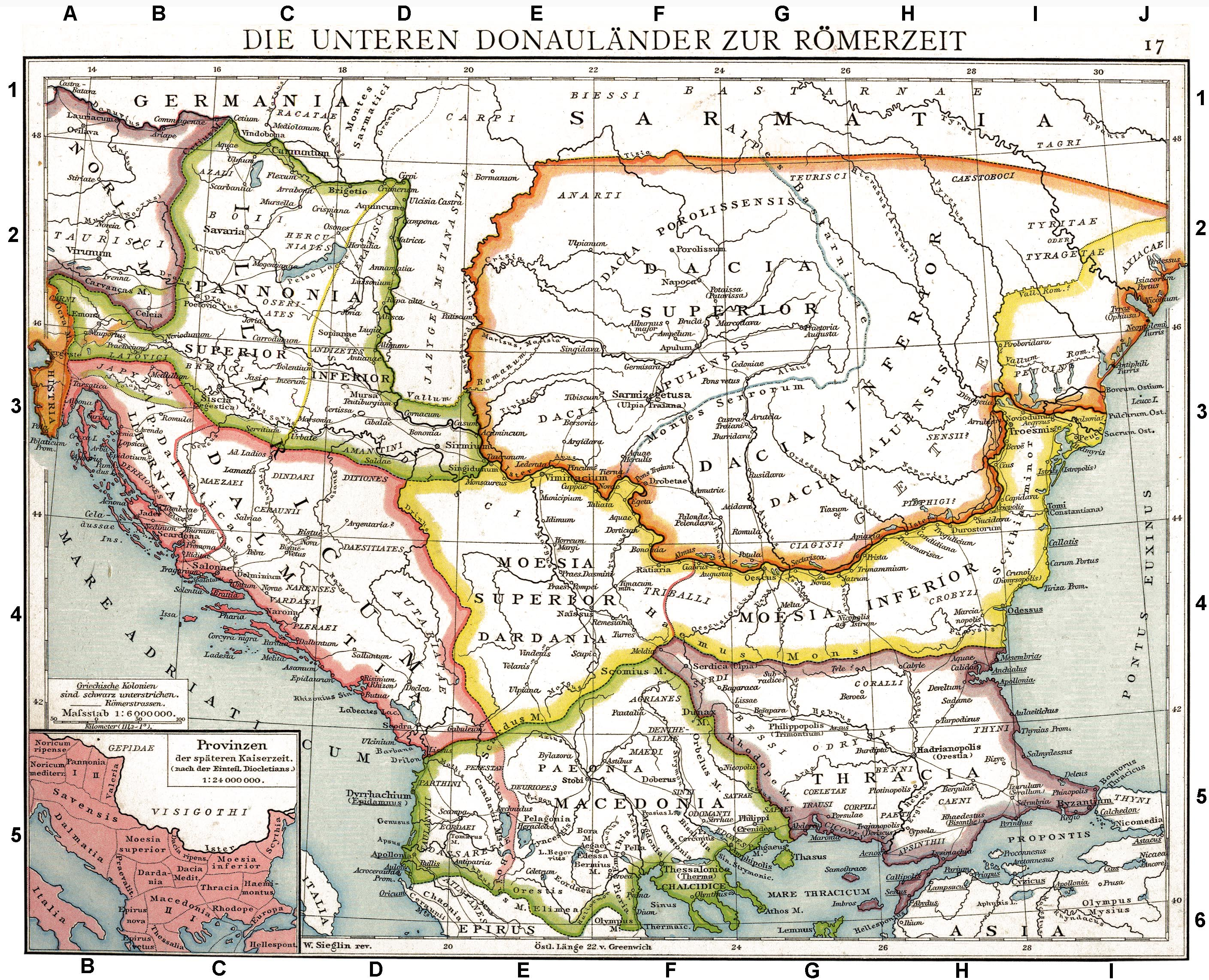
Dalmacia romana y regiones que la rodean.

Dalmacia en el.

La región era la parte septentrional del reino ilírico entre el Siglo IV a. C. hasta las guerras ilíricas de los años 220 a. C. y 168 a. C. cuando la República Romana estableció su protectorado al sur del río Neretva. La región al norte del Neretva fue lentamente incorporada a las posesiones romanas hasta que la provincia de Iliria fue establecida formalmente hacia los años 32-37 a. C.
La región dálmata entonces se convirtió en parte de la provincia romana de Ilírico (Illyricum). Entre el año 6 y el 9, los dálmatas se alzaron en la última de una serie de revueltas junto con los panonios, pero fue finalmente aplastada en el año 10, y entonces Iliria fue dividida en dos provincias: Panonia y Dalmacia. La provincia de Dalmacia se extendía tierra adentro para cubrir todos los Alpes Dináricos y la mayor parte de la costa adriática oriental. Dalmacia fue el lugar de nacimiento del emperador romano Diocleciano, quien al dimitir como emperador y retirarse, erigió un palacio cerca de Salona.
El historiador Theodor Mommsen escribió (en su obra Las provincias del Imperio Romano) que toda Dalmacia fue plenamente romanizada y hablaba latín para el siglo IV. Sin embargo, un análisis del material arqueológico de esta época ha mostrado que el proceso de romanización fue bastante selectivo. Mientras que los centros urbanos, tanto en la costa como en el interior, estaban casi completamente romanizados, la situación en el campo era completamente diferente. A pesar de que los ilirios se vieron sometidos a un proceso intenso de aculturación, siguieron hablando su idioma nativo, venerando a sus propios dioses y tradiciones, y siguieron su propia organización tribal político-social que se adaptó a la administración y estructura política de Roma solamente en contados aspectos.
Después de que cayera el Imperio romano de Occidente en 476, con el comienzo del periodo de migraciones, la región fue gobernada por los godos hasta 535, cuando Justiniano I añadió toda Dalmacia al Imperio bizantino.
El primer relato moderno de la Dalmacia Romana en inglés fue obra de J.J. Wilkes: Dalmatia (Harvard University Press) 1969. Wilkes abarca Iliria y Dalmacia, en sus aspectos romanizados, hasta el final de la Antigüedad, basándose principalmente en la evidencia de inscripciones y los antiguos historiadores.

## Ciudades deDalmatia
Ciudades costeras:
- Sicum
- Praetorium
- Tragurium
- Salona
- Colonia Julia Martia
- Epetium
- Oneum
- Iranonia
- Piguntia
- Laureata
- Dalluntum
- Rhausium
- Epidaurus
- Rhizus
- Cattarus
- Butua
- Ascrivium
- Olcinium
- Nymphaeum
- Lissus

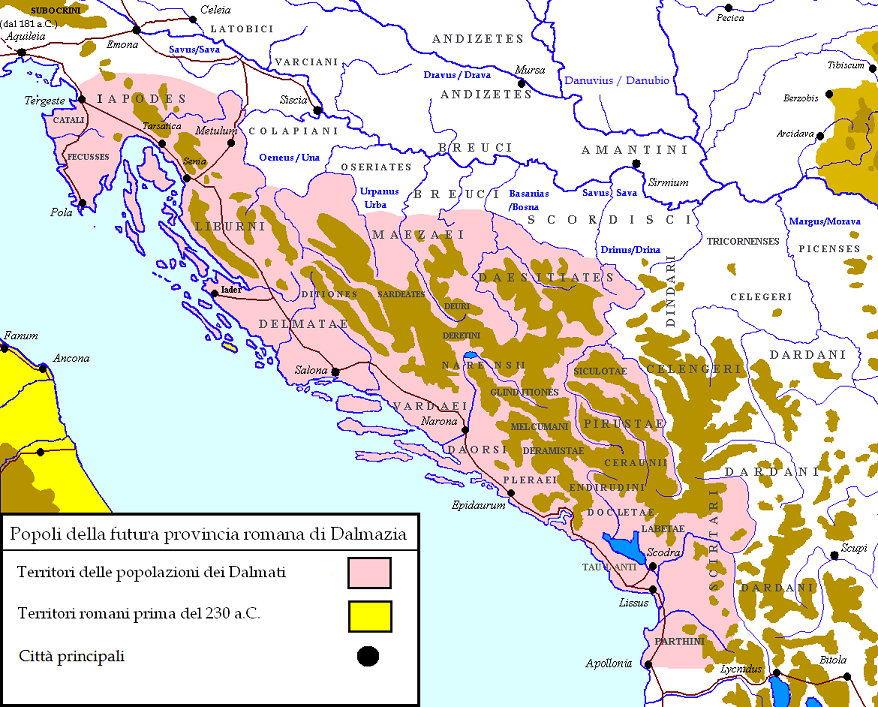
La Dalmacia (en rosado) y sus principales ciudades, durante la conquista romana

Ciudades en el interior, de NO a SE:
- Pelva
- Dalminium
- Aequum
- Promona
- Ratanea
- Andetrium
- Selovia
- Seretium
- Sinotium
- Tilurium
- Ad Matricem
- Staneclum
- Dioclea
- Narona
- Glinditiones
- Salluntum
- Varo
- Grabaea
- Nalata
- Birziminium
- Sinna
- Medion
- Scodra
- Picaria
- Sphentzanium
- Doracium

## Dalmatiay el ejército romano del Alto Imperio

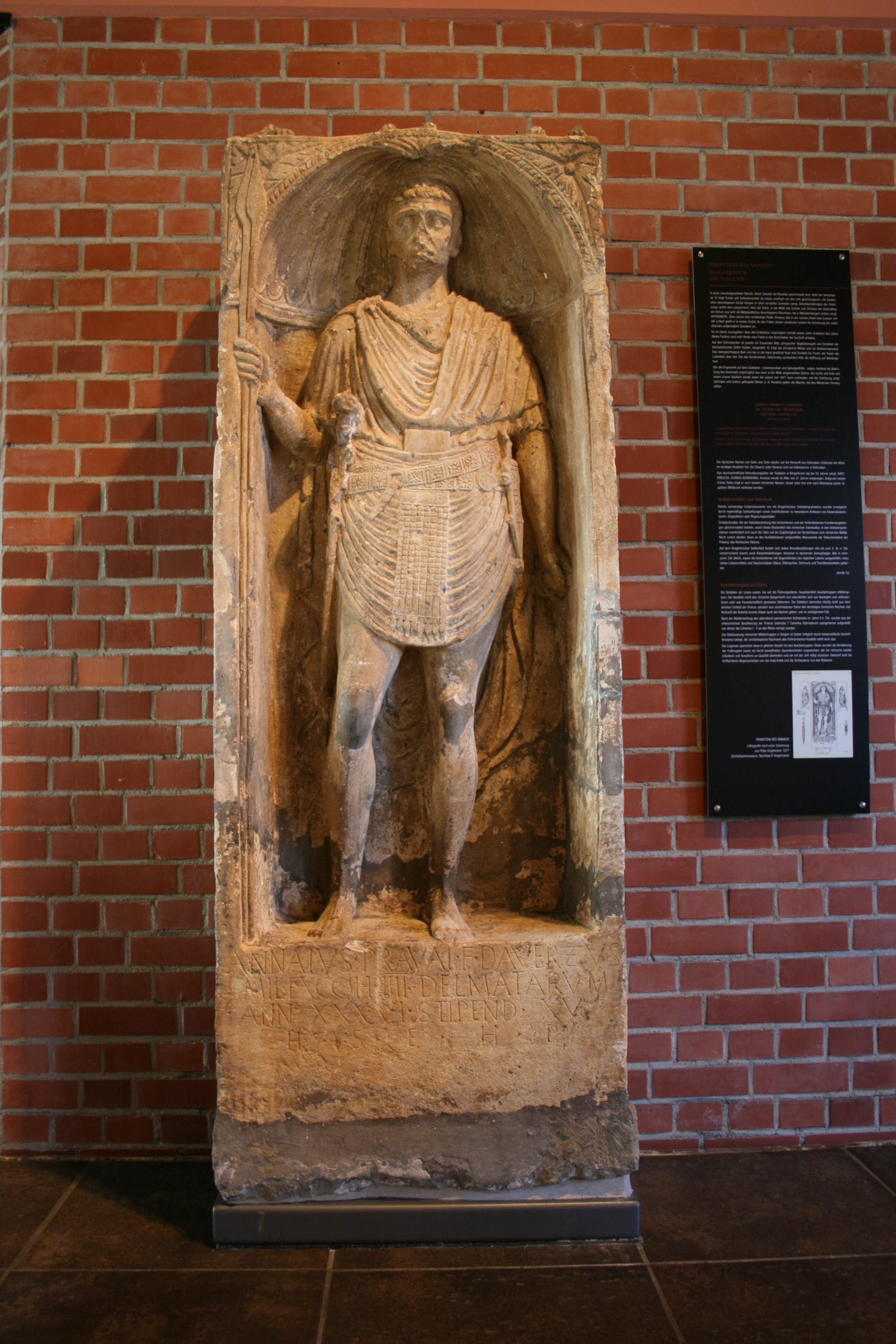
Inscripción funeraria CIL XIII 7507 procedente de Bingenbruck (Alemania) erigida en honor de Annaius Pravai filius Daverzeus, soldado de la Cohors IIII Delmatarum en la primera mitad del.

Con la sumisión definitiva de todas las tribus prerromanas entre el Mar Adriático y el río Drave, los habitantes de la nueva provincia Dalmatia empezaron a ser alistados en las unidades de auxilia del ejército romano, a través de las siguientes unidades:
- Cohors I Delmatarum (Cohorte de infantería) reclutada bajo Domiciano y con guarnición en Britannia bajo Adriano y Antonino Pío.
- Cohors II Delmatarum (infantería) reclutada bajo Domiciano y atestiguada en 105 en Britannia, hasta principios del siglo V.
- Cohors III Delmatarum miliaria equitata civium Romanorum pia fidelis (Cohorte equitata), reclutada bajo Nerón, con guarnición en Germania Superior y transferida a Dacia bajo Marco Aurelio, donde se encontrabba hasta época de Galieno y transformada en miliaria entre Alejandro Severo y Galieno.
- Cohors IIII Delmatarum (infantería): Reclutada bajo los Julio-Claudios, con guarnición en Germania Superior hasta 69 y trasladada bajo los Flavios a Britannia, donde aparece constatada bajo Trajano y Adrianao.
- Cohors V Delmatarum (Germania) (infantería), reclutada bajo Claudio I, con guarnición en Germania Superior hasta Antonio Pío.
- Cohors V Delmatarum (Tingitana)(infantería), reclutada bajo Nerón y con guarnición en Mauretania Tingitana hasta Marco Aurelio
- Cohors VI Delmatarum equitata (equitata) de guarnición en Mauretania Caesariensis bajo los Flavios.
- Cohors VII Delmatarum equitata (equitata) de guarnición en Mauretania Caesariensis bajo los Flavios.
- Cohors I Delmatarum miliaria equitata (equitata) reclutada bajo Marco Aurelio y de guarnición en Pannonia Superior.
- Cohors II miliaria Delmatarum (infantería), reclutada bajo Marco Aurelio.
- Cohors I Liburnorum (infantería), reclutada bajo Augusto o Tiberio y disuelta rápidamente